# Checoslováquia nos Jogos Olímpicos de Inverno de 1984
A Checoslováquia mandou 50 competidores que disputaram oito modalidades nos Jogos Olímpicos de Inverno de 1984, em Sarajevo, na Iugoslávia. A delegação conquistou 8 medalhas no total, sendo duas de prata, e quatro de bronze.